# Medalla de la Campanya Índia
La medalla de la campanya índia (anglès: Indian Campaign Medal) és una condecoració establerta per les ordres generals del Departament de Guerra 12, 1907. La medalla va ser atorgada retroactivament a qualsevol soldat de l'exèrcit nord-americà que hagués participat en les guerres índies contra els nadius americans entre 1865 i 1891.

## Fons
La Medalla de la Campanya Índia va ser establerta per les Ordres Generals 12 del Departament de Guerra el 1907. Es va crear al mateix temps que la Medalla de la Campanya de la Guerra Civil.
La cinta inicial era tota vermella; tanmateix, es van afegir dues franges negres el desembre de 1917 a causa de la semblança amb una cinta utilitzada pels francesos per a la Legió d'Honor.
Les corbates de campanya del mateix disseny que la cinta de servei estan autoritzats a mostrar-se per les unitats que reben la participació de crèdits de campanya per a les guerres índies des de 1790. Les inscripcions per a corbates que es mostren a la bandera de la unitat seran les indicades en el llinatge i els honors de la unitat . Les inscripcions de les 14 corbates que es mostren a la bandera de l'exèrcit es troben a AR 840-10 i AR 600-8-22.

### Campanyes elegibles
Els serveis a les campanyes següents eren elegibles per a l'atorgament de la medalla de la campanya índia:
- El sud d'Oregon, Idaho, el nord de Califòrnia i Nevada entre 1865 i 1868.
- Contra els comanches i les tribus confederades a Kansas, Colorado, Texas, Nou Mèxic i el territori indi entre 1867 i 1875.
- Guerra Modoc entre 1872 i 1873.
- Contra els Apatxes a Arizona el 1873.
- Contra els Xeienes del Nord i els Sioux entre 1876 i 1877.
- Guerra dels Nez Percés el 1877.[3]
- Guerra de Bannock el 1878.[3]
- Contra els Cheyennes del Nord entre 1878 i 1879.
- Contra els Sheep-Eaters, Piutes i Bannocks entre juny i octubre de 1879.
- Massacre de Meeker contra els Utes a Colorado i Utah entre setembre de 1879 i novembre de 1880.[3]
- Contra els apatxes a Arizona i Nou Mèxic entre 1885 i 1886.
- Massacre de Wounded Knee contra els sioux a Dakota del Sud entre novembre de 1890 i gener de 1891.[3]
- Contra indis hostils en qualsevol altra acció en què les tropes dels Estats Units van resultar mortes o ferides entre 1865 i 1891.

## Disseny
El Codi de regulacions federals descriu la medalla de la següent manera:

La medalla de bronze fa 11⁄4 polzades de diàmetre. A l'anvers hi ha un indi muntat de cara a sinistre, amb capell de guerra i amb una llança a la mà dreta. A sobre del genet hi ha les paraules "Indian Wars" (Guerres índies) i a sota, a banda i banda d'un crani de búfal, el cercle es completa amb puntes de fletxa, disposades de manera convencional.
 Al revers hi ha un trofeu, compost per una àguila posada sobre un canó sostingut per banderes creuades, rifles, un escut indi, llança i carcaix de fletxes, un matxet cubà i un Sulu kriss. A sota del trofeu hi ha les paraules "For Service" (Pel servei). El conjunt està envoltat per un cercle compost per les paraules ("United States Army" (Exèrcit dels Estats Units) a la meitat superior i tretze estrelles a la meitat inferior.
La medalla està suspesa per un anell d'una cinta muaré de seda de 13⁄8 polzades de llarg i 13⁄8 polzades d'amplada composta per una franja vermella (1⁄4 polzades), una franja negra (3⁄16 polzades), una banda vermella ( 1⁄2 polzada), franja negra (3⁄16 polzades) i franja vermella (1⁄4 polzades).
La medalla de la campanya índia es va emetre només com a decoració única i no hi havia fermalls ni estrelles de servei autoritzades per a aquells que havien participat en múltiples accions. L'únic adjunt autoritzat a la medalla era l'estrella de citació de plata, atorgada per conducta meritòria o heroica. L'estrella de citació de plata va ser la predecessora de l'Estrella de Plata i va ser concedida a onze soldats entre 1865 i 1891.
Tal com es va emetre originalment, la medalla tenia un llaç vermell sòlid. El 1917 es van afegir dues franges negres a la cinta. El motiu d'aquest canvi és que la cinta de la Medalla de la Campanya de l'Índia es confonia fàcilment amb la cinta de la Legió d'Honor francesa que també tenia una cinta vermella.

## Galeria

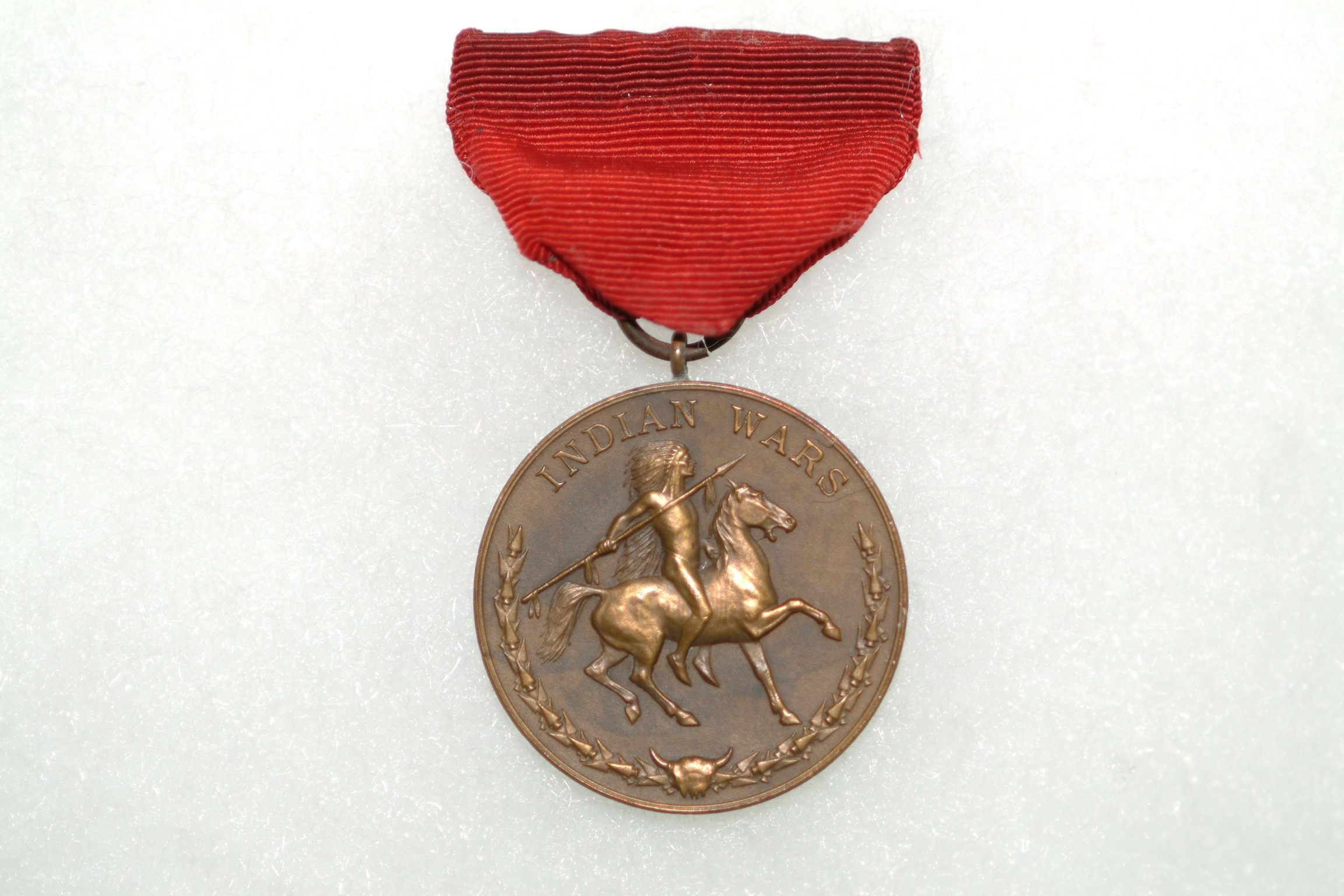
Anvers, pre-1917
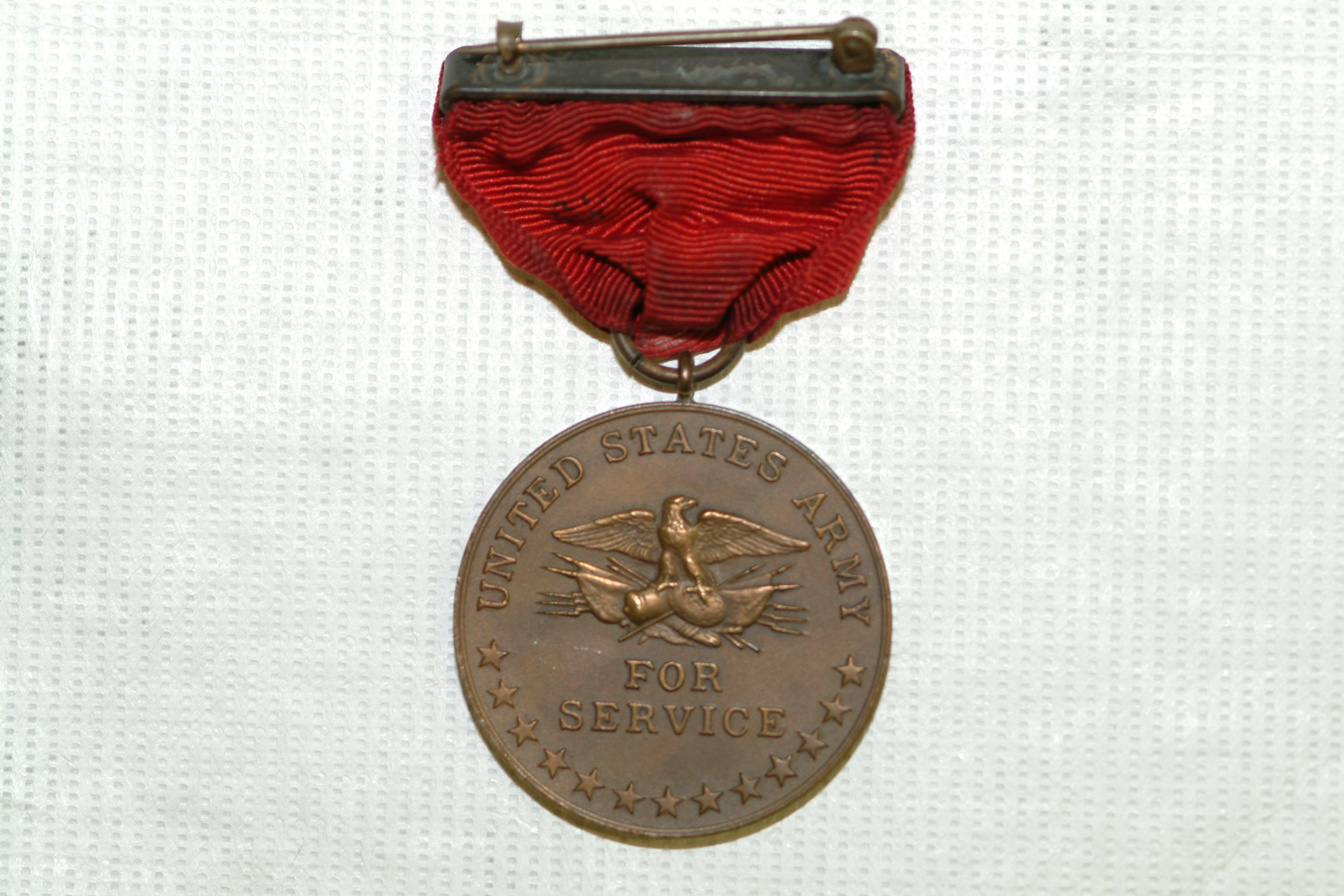
Revers, pre-1917